# Kostel Všech svatých (Krbice)
Římskokatolický kostel Všech svatých stával v zaniklých Krbicích v okrese Chomutov. Až do svého zániku býval farním kostelem farnosti Krbice.

## Historie
Krbický kostel pocházel ze druhé poloviny čtrnáctého století, ale gotická stavba byla v letech 1768–1770 (1766–1769) výrazně přestavěna v barokním slohu po požáru, který v roce 1764 poničil vesnici. Iniciátorem přestavby se stal František Michal z Martinic. Zboření kostela bylo původně naplánované na rok 1997 z důvodu rozšiřování lomu Nástup, ale vzhledem ke špatnému stavu životního prostředí začala likvidace vesnice již v roce 1983 a samotný kostel zbořili o dva roky později.

## Stavební podoba

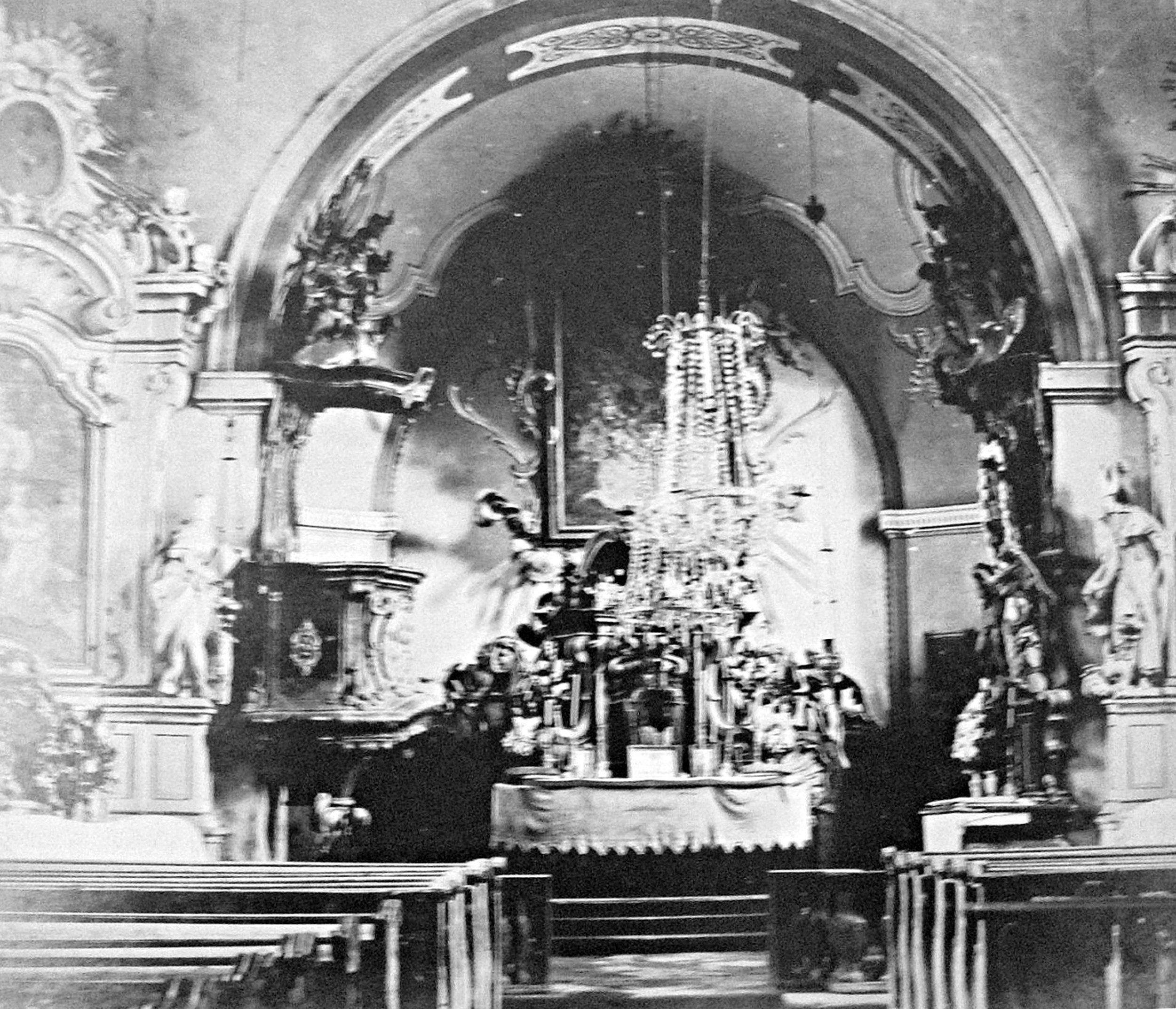
Interiér kostela s hlavním oltářem kolem roku 1900

Jednolodní kostel měl obdélný půdorys se čtvercovým presbytářem. Před západní průčelí částečně předstupovala hranolová věž. Fasády byly členěné lizénovými rámy a půlkruhově ukončenými okny. V jižní stěně se nacházel portál datovaný letopočtem 1768. Loď měla plochý zrcadlový strop a stála v ní kruchta na dvou pilířích, která do prostoru lodi vybíhala segmentově zvlněnou křivkou balustrové poprsnice. Plackovou klenbou zaklenutý presbytář od lodi odděloval půlkruhový vítězný oblouk.

## Zařízení
Zařízení kostela z doby okolo roku 1770 pocházelo částečně z dílny mašťovského řezbáře Jakuba Eberleho. Byl to především edikulový oltář s toskánskými sloupy, které nesly kladí a segmentovou římsu. V centru oltáře byl rokajový rám s obrazem Všech svatých a po stranách měl oltář volutová křídla s postavami andělů. Dva postranní retáblové oltáře byly zasvěcené Božskému Srdci Páně a Panně Marii. Doplňovaly je sochy svatého Prokopa, svatého Vojtěcha, svaté Barbory a svaté Anežky, andělů a sousoší Nejsvětější Trojice. Další oltář byl zasvěcený svatému Janu Nepomuckému se sochami světce a dvou andělů. Pískovcová křtitelnice měla hranolový podstavec s prohnutou nohou a pocházela z doby okolo roku 1730. K vybavení kostela patřil také barokní krucifix z roku 1722 od K. Waitzmanna, barokní obrazy svaté Anny a svatého Josefa a novogický litinový náhrobek rodičů biskupa Karla Hanla z roku 1841. Část vybavení byla před zánikem kostela převezena do kadaňského děkanství.